# GSM-boom

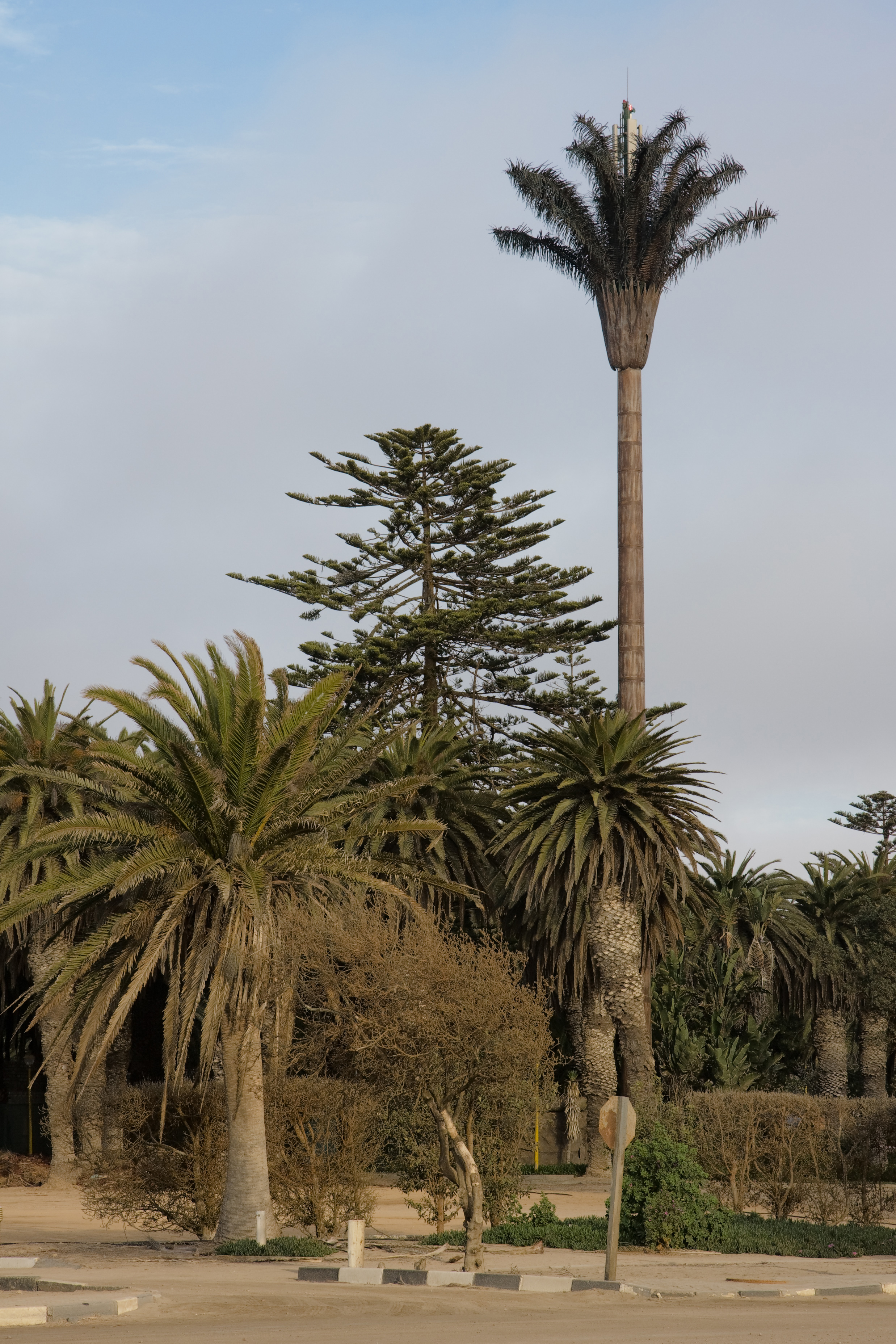
Een als palmboom vermomde gsm-mast in Swakopmund, Namibië

Een GSM-boom of 06-boom (Engels: cellphone tree) is een type gsm-mast dat de uiterlijke kenmerken draagt van een natuurlijke boom. De achterliggende reden waarom deze zendmasten een boomachtig uiterlijk krijgen is om de horizonvervuiling van zendmasten te verminderen in vlakke gebieden of in natuurgebieden.

## Verspreiding
GSM-bomen komen overal ter wereld voor, maar ze zijn vooral populair in Engeland en de Verenigde Staten. Ook in Nederland staan enkele 06-bomen. Op een duintop aan de Zeeweg in Bloemendaal en langs de Rijksweg A2 bij Hunsel staan twee bekende voorbeelden.

## Trivia
- De fotograaf Robert Voit heeft zich verdiept in het verschijnsel cellphone trees of, zoals hij ze noemt, "New Trees".[5] Deze laatste term is dan ook de titel van het boek dat hij over deze masten gemaakt heeft.